# STONKS-9800: Stock Market Simulator
STONKS-9800 — українська відеогра у жанрі економічного симулятора. Гра зроблена українським інді-розробником «Ternox Games».

## Опис гри
Гравець грає за японського бізнесмена, що займається трейдингом на фондовій біржі 80-90-х років, купує і продає акції японських компаній. Гра супроводжується приємною музикою і ретро атмосферою.
Ваша помічниця Емі завжди повідомляє вам новини, свіжу аналітику і піклується про вас. З нею в грі є романтична лінія. Стосунки з Емі залежать від рівня дружби — цей показник підвищується, коли гравець просто спілкується з дівчиною.
У грі присутні показники комфорту, щастя та стресу, вони змінюються залежно від того як багато ми працюємо, відпочиваємо, а також від нашої оселі, автомобіля і стану здоров'я.

## Відгуки та реакції
- Гра має 96 % позитивних відгуків в Steam[3].
- У грудні 2023 року STONKS-9800 потрапила до ТОП-250 ігор року за версією відомого аналітичного сервісу SteamDB, де посідає 231 місце[4].
- Українську гру відзначили журналісти PC Gamer, де вийшов матеріал із заголовком «Аніме-фінансовий симулятор Stonks-9800 — найкраща гра, в яку ви не грали цього року»[5].

## Продажі гри
- Станом на 30 грудня 2023 року гра була продана тиражем в 10 000 копій[6].